# Eduard Clam-Gallas
Eduard Clam-Gallas, gróf (Prága, 1805. március 15. – Bécs, 1891. március 17.) az osztrák császári hadsereg tábornoka.

## Életpályája
- A Clam család Clam-Gallas ágában született.

### Korai pályafutása
17 évesen lépett be a seregbe a 8. vértesezred hadifjaként. 1835-ben őrnaggyá léptették elő. 1839-ben ezredes lett. 1846-ban egy Prágában állomásozó dandár parancsnoka. 1848-ban az itáliai hadszíntéren harcolt a milánói felkelők ellen, majd Santa Luciánál és Custozzánál is kitüntette magát. Dandára élén kiválóan megállta a helyét, képes volt önálló parancsnokként eredményes döntéseket hozni. Győzelmeiért megkapta a Katonai Mária Terézia-rend lovagkeresztét és a Lipót-rendet.

### A magyar szabadságharc ellen
Az 1848–49-es magyar forradalom és szabadságharc elleni császári hadműveletek során 1849 áprilisában kinevezték a Törökországba szorult erdélyi hadsereg (7000 gyalogos, 1600 lovas és 36 löveg) parancsnokává. Július elején benyomult a Magyar Királyság területére, és Brassóba vonult, hogy Lüders orosz gyalogsági tábornok jobbszárnyát fedezze. Júliusban (július 21. Illyefalva, július 23. Szemerja) több ütközetre került sor közte, és Bem tábornok, illetve Gál Sándor ezredes csapatai között. Az erdélyi hadjáratban Clam-Gallas nem bizonyult túlságosan merésznek, az ütközetek után rendszeresen visszahúzódott, és folyton erősítésekért ostromolta Lüderset. Július 29-én újabb támadást indított az orosz erőkkel együttműködve. Az osztrák–orosz csapatok elsöprő túlereje nyomán a honvéd haderő augusztusra elveszítette a Székelyföldet. A szabadságharc leverése után 1850-ben Clam-Gallas tábornokot a Bécsben állomásozó I. (cseh) hadtest (I. böhmische Armeekorps) parancsnokává nevezték ki.

### Az Osztrák Császárság külháborúiban
Az I. cseh hadtestet parancsnokolta az 1859-es szárd–francia–osztrák háborúban. Részt vett a magentai és a solferinói csatában, csapatai mindkét vesztes ütközet helyszínét elsőként hagyták el, ennek ellenére lovassági tábornokká léptették elő.
Az 1866-os porosz–osztrák háborúban hadtestparancsnokként megsemmisítő vereséget szenvedett a június 29-én lezajlott gitschini csatában (a mai Jičín város mellett). Hadbíróság elé állították, de magas rangú társadalmi kapcsolatai révén felmentették. Élete utolsó éveit csehországi birtokain, Friedlandban (ma: Frýdlant v Čechách) és Reichenbergben (ma: Liberec) töltötte.